# Llista de vocabulari murcià
Aquesta llista de vocabulari murcià recull una mostra significativa de lèxic propi del murcià, una variant meridional del castellà peninsular que es parla principalment a la Regió de Múrcia, a les comarques adjacents valencianes del Baix Segura i l'Alt Vinalopó i al corredor d'Almansa (a la província d'Albacete, Castella-La Manxa). S'hi inclouen també mots específics de la variant del murcià parlada a l'Horta de Múrcia i a la d'Oriola, coneguda com a panotxo.
La tria dels mots llistats s'ha fet a partir de les obres de referència citades a la secció Fonts. La traducció de cada entrada al català s'ha fet a partir del Diccionari català-valencià-balear (altrament dit Alcover-Moll), disponible en línia. Totes les accepcions mostrades es poden trobar en aquest diccionari.
| Índex A B C D E F G H I J K L M N O P Q R S T U V W X Y Z |

## Abreviatures i símbols
| Abreviatures - cf.: compareu (amb) - col: col·loquial - ex: exemple - fam: familiarment - fig: figuradament - v: vegeu - var: variant | Llengües - arag: aragonès - àr: àrab - cas: castellà - cat: català / val: valencià |

Símbols
- *: paraula inclosa en el Diccionario de la lengua española de la RAE, disponible en línia.[5]
- ~: paraula que té el mateix significat en català però s'escriu diferent, accents a banda, en aquesta llengua (ex: aladroque, bardiza, jeja).
- íd: "ídem", paraula que té el mateix significat i s'escriu igual, accents a banda, en català (ex: bajoca, garba, pésol).

## A
- Ababol*: íd.
- Abonico: Parlar en veu baixa
- Abora: Ara
- Abruzaera: Gronxador, balancí (d'abruzar 'agrunsar, bressar')
- Abruzar: Agrunsar, bressar
- Abuja: Agulla
- Acacharse*: Ajupir-se
- Acamarse: Macar-se~ les fruites
- Achantarse: Callar, amagar-se
- Acho: fam. Interjecció, salutació (de muchacho)
- Acieca: Séquia, síquia
- Acorar: íd.
- Adivinalla: Endevinalla~
- Adobar: íd.
- Afoto: Fotografia
- Agora: Ara
- Aguaeras: Albarda de pleita amb quatre compartiments per a col·locar-hi càntirs
- Aguatocho: Fangar o bassa petita
- Agüelo: Avi (cf. val. 'güelo'~)
- Agüeras: Aigüeres~
- Aguilando*: Paga extraordinària
- Aína / Aínas: Aïna~, aïnes~ (fàcilment, aviat)
- Ajuera: Fora
- Ajuntaera: Unió, associació
- Alacrán: Escorpí
- Aladroque: Aladroc~ (fig. a Múrcia, cartagener)
- Alante: Endavant o davant
- Alarbe: Alarb~
- Alarís: Alhelí, violer
- Alazor: Astor
- Albarca: íd.
- Albellón*: Albelló~
- Albercoque*: Albercoc~
- Albercoquero*: Albercoquer~
- Alboroque / Arboroque: Invitació, convit per a celebrar alguna cosa
- Alcabo: Al capdavall
- Alcabor: àr. Buit a la campana de la xemeneia en un forn per a coure-hi pa
- Alcacil* / Alcancil: Carxofa
- Alcancia: Guardiola
- Alcuza: Petit atuell de cuina per a l'oli
- Alenjos: Lluny
- Aletría*: íd.
- Alfarda: íd.
- Alfarrazar: Alfarrassar~
- Alhábega*: Alfàbrega~
- Aligenciar: Adquirir, obtenir, agenciar
- Álima: Ànima~
- Aljibe: Aljub~
- Almazara: Almàssera~
- Almostrá: Almostra~
- Alpargate* / Apargate: Espardenya
- Alpicoz: Alficòs~
- Aluego: Després
- Amanoso: Amanyós~
- Amoquinar: Apoquinar~
- Amorgonar*: Amurgonar~
- Amoto: Motocicleta
- Anca: col. A ca~ (ex. "vamos anca la agüela" 'anem a ca l'àvia')
- Ande: On
- Angarillas: Albarda de ferro corb per col·locar-hi sacs o feixos
- Angor*: Angoixa, ansietat
- Anguno: Algun
- Añidir: Afegir
- Anochecer: Fer-se fosc
- Anque: Encara
- Ansa: Nansa~
- Antiyer: Abans-d'ahir
- Antonces: Aleshores
- ¡Apa!: íd., interjecció
- Apalancar: Estantolar, afermar
- Apañao: Manyós, bonic
- Aparejo: Aparell~, albarda de ruc o mula
- Apechusques*: Utensilis, eines. Per extensió, qualsevol conjunt d'objectes manuals o transportables
- Aperreao: col. Fatigat per la feina
- Apiojarse: Dit d'una planta: omplir-se de pugó.
- Aponar: íd.
- Aporrear: Colpejar
- Aposarse: Posar-se~
- Aposo: Pòsit
- Aprietar: Prémer
- Aquese: Aqueix~, pronom demostratiu
- Aqueste: Aquest~, pronom demostratiu
- Aquesto: Això, pronom demostratiu
- Arbullo: Orgull
- Arco de San Martín: Arc de Sant Martí~
- Ardil: Ànim, prestesa, astúcia (cf. cat. 'ardit'~)
- Arna: íd.
- Arracás: Arracades~
- Arradio: Receptor de ràdio
- Arramblar: íd.
- Arrejuntar: Arreplegar, aplegar
- Arribota: Molt amunt, al cim
- Arricuperar: Recuperar
- Arrodear: Envoltar
- Arrope: Arrop~
- Arrufaldarse: Fer demostració de disgust (cf. cat. 'arrufaldar'~)
- Artígulo: Article
- Asaúra: Freixura, pulmons d'un animal
- Ascrebíos: Escrits, textos
- Ascribiores: Escriptors
- Asentar: Assentar~, seure
- Asín: Així
- Atascao*: Pertinaç, obstinat, tossut
- Atiforrar: Atipar
- Atoba: Tova~
- Atocha: Totxa~
- Aturullamiento: Aturullament~
- Aturullar: íd.
- Ávaro: Avar
- Avellanas: Cacauets
- Avellanas finas: Avellanes
- Averío: íd.
- Azadar: Flor del taronger (cas. azahar)
- Azarbe: àr. Llera on van a parar els sobrants dels regs
- Azogue: Argentviu, tant per al metall com per a algú que és molt bellugadís (ex. "este zagal tié azogue" 'aquest nen és un un argentviu')

## B
- Babi: fam. Bata que se'ls posa als nens a l'escola. Per extensió, totes les bates
- Babol*: v. Ababol
- Bajoca*: íd.
- Baladre: íd.
- Baldao: Baldat~, molt cansat
- Baldosa: Vorera
- Baleo: Estora gran de pleita
- Balsón: Bassot~
- Bambolla: Bombolla~, butllofa
- Bambos: Sabatilles esportives
- Bancal*: íd.
- Banco*: Cavallet d'escala doble
- Bardiza*: Bardissa~
- Bardomera: íd., abundància de bardoma
- Barraca: íd.
- Barraco: Porc mascle (cf. cat. cas. *verraco~)
- Barrigaverde: col. A Cartagena, murcià
- Barza: Barsa~, barxa
- Becicleta: Bicicleta
- Berrinche*: Enuig gran
- Bilocha: Milotxa~
- Biñuelos: Bunyols
- Binza*: Vinça~, llavor de pebre o de tomàquet
- Biznaga: Ramell de gessamins en forma de bola
- Blanca*: Garsa
- Blanco: Embotit de porc, ou i espècies semblant a la botifarra
- Blea / Bleda: íd.
- Blincar: íd.
- Bocha: Botxa~, arruga que es fa a la roba
- Bofo: Fofo~
- Boja: Boix~
- Bolchaca: Butxaca~
- Bolinche: Bolitx~
- Bollero: col. Que té sort
- Bollicos: Dolç nadalenc a base d'ametlla, mel i xocolata
- Bonico: Bonic (cf. val. 'bonico'~)
- Boquete: Forat
- Boria: Boira~
- Borneo: Borneig~, fer un volt
- Borrar: íd. (treure borró les plantes)
- Borrón: Borró~
- Botijón: Càntir rodó, de dors pla, per a penjar al carro
- Botijoso: Botijós~, quec
- Botinflar: íd.
- Boyero: Bover~
- Bozo: Morrió (cf. cat. 'boç'~)
- Brazal: Braçal~, canal de reg
- Brazao: Braçat~
- Brear: Atonyinar, pegar molt (cf. cat. 'bregar'~)
- Brevón: Bacora
- Buba: Pupa, dany
- Bubo: Mussol
- Buchara: Cullera
- Buche: Tripa, panxa
- Buchillo: Ganivet
- Bufao: Bufat~, inflat
- Bufar*: íd., inflar
- Bufeta: íd.
- Bujero: Forat
- Busano: Cuc

## C
- Ca: íd. (ex. "Está ca su suegra")
- Caballón: Cavalló~
- Cabañuelas: Pronòstic de l'any segons l'estat del temps al mes d'agost
- Cabernera / Cavernera / Cagarnera: Cadernera~
- Cachumbo: Andròmina, atuell
- Cachusca: fam. Bota per a la pluja, "catiusca"
- Cagalera: íd.
- Cagao: Cagat~, espantat
- Cagueta: íd.
- Calbote / Calbotazo: Calbot~
- Calentor: íd.
- Calichazo: Glop
- Caliche*: Calitx~, joc típic de l'horta murciana, el País Valencià i Eivissa
- Calistro: Eucaliptus
- Camal: íd.
- Camisón: Camisa d'home
- Camota: Cabota~
- Canalera*: íd.
- Cancán*: Cansament, molèstia, fastigueig
- Cancanoso: Amoïnós, pesat
- Canear*: Escalfar al sol alguna cosa.
- Cangrena: íd.
- Canguelo: íd.
- Canijo: Feble o malaltís
- Cansera*: íd.
- Cantamusa: Pretext, ximpleries
- Cantearse: Moure's
- Cantusear*: Cantussejar~
- Canute: Canut~
- Caparra*: íd.
- Caparrón: Tipus de tàpera
- Capaza*: Cabàs~, senalla
- Capazo: Cabàs~
- Capillo: Capoll del cuc de seda
- Capolar: íd.
- Capuzar: Capbussar~
- Capuzón*: Capbussó~
- Carrasca: íd.
- Carricoche: Carret per a portar-hi nens
- Carrizo: Càrritx~
- Cascaruja*: Conjunt de fruites seques amb casca~
- Catalana: fam. Entrepà o torrada de pa amb tomàquet i pernil
- Cebollazo: Cop contundent propinat amb violència
- Cenaoria: Pastanaga
- Cencia: Ciència
- Cerriche: Garric~, coscoll, mala herba
- Cerrucho: Xerrac~
- Chache: fam. Oncle, germà dels pares
- Chacho: fam. Afèresi de noi (de muchacho). Oncle
- Chamada: Calamitat, cop advers (cf. arag. chanada)
- Chambi: fam. Gelat, especialment els que vénen com sandvitxos amb dues galetes
- Chaparrazo: Xàfec
- Chapina: Petxina~
- Charate: Llagost
- Charrador: Xerraire~
- Charreta: Xarreta~
- Chato: Persona de baixa estatura
- Chepa*: Gepa~
- Cherro: Xerro~, bou jove
- Chicharra: Cigala
- Chiche: Carn comestible que se'ls ofereix als nens
- Chichipán: Mallerenga
- Chicón: Noi crescut (cf. val. 'xicon'~)
- Chiguito: Petitet
- Chinchar: Amoïnar, causar desassossec
- Chino: Porc (de cochino)
- Chirrete: Xanquet
- Chispa: Porció petita, poca cosa
- Chispao: Embriac
- Chispera: Gatera
- Chisquero: Encenedor d'espurna i metxa
- Chitar: Gitar~
- Chito: Noi, petit (a Cieza)
- Chulla*: Xulla~
- Chuminá: Ximpleria. Sense valor. Escàs
- Chumino: col. Xumino~, vulva
- Chuscarrar: Socarrar~
- Chusco: Tros de pa
- Cieca*: Séquia, síquia
- Clisao: Eclipsat, endormiscat
- Clisos: Clissos~, ulls
- Cloca: Lloca~
- Closar: Encaixar
- Cobollo: Cabdell, brot dels arbres i altres plantes
- Cocón: Clot que produeix la caiguda de l'aigua (cf. cat. 'cocó'~)
- Cofín: Cofí~
- Cojitranco: Coix, tolit
- Colaña*: Fusta per a sostenir el sostre
- Comencipiar: Començar
- Comencipio: Principi
- Companaje*: Companatge~
- Conservancia: Conservació
- Conticoneso: Tot i amb això
- Coqueta: Còmoda, moble
- Corba: Sofraja
- Corbilla / Corvilla: Corbella~
- Corca*: Corc~
- Corcar*: íd.
- Cordeta*: íd., corda fina d'espart verd
- Cordial: Dolç d'ametlla mòlta
- Cordonera: Cordó
- Cornazo: Cornada
- Cornijal: Racó
- Corrental: Got de vi
- Correntía*: íd.
- Cortao: Tallat~, precipici
- Coscaletas: Anar a coll-i-be
- Costillejas: Costelles de porc
- Costón*: Dic a la vora d'un riu
- Coyeron: Colleró~
- Cranco: Cranc~
- Crespillo: Crespell~
- Crilla: Creïlla~
- Crío*: Nen
- Crujío: Mastegot
- Cualo: Quin (en interrogació)
- Cuarsiquier: Qualsevol
- Cuasi: Quasi~
- Cucafera: íd., drac monstruós que es treia a Múrcia durant les festes del Corpus. N'hi ha constància en documents fins al 1604.
- Cucala: íd., cornella
- Cucarse: Cucar-se~ els llegums o altres aliments
- Cuñao: fam. Tractament habitual entre amics

## D
- Danone: fam. Iogurt (per extensió)
- Dende: Des de
- Der: Del, d'ell.
- Desansiao: Decaigut, mancat d'ànim, entristit
- Desapartar: Apartar
- Desbrebao: Esbravat~
- Descambiar: Descanviar~
- Desenliar: Desembolicar
- Desipela: Erisipela, Inflamació de la dermis, caracteritzada pel color vermell
- Deslechar: Treure als cucs de seda les deixalles
- Desmayao: Mort de gana, arreplegat
- Despentolado: Espentolat~
- Desperfollar*: íd.
- Desroñar*: Esporgar els arbres (cf. cat. 'desronyar'~)
- Difensa: Defensa
- Dimpués: Després
- Dispierto: Despert
- Dista: Fins
- Doncel: Donzell~, planta medicinal que es fa servir com a tònic estomacal
- Dondorondón: fam. Personatge ridícul (insult)

## E
- Educancia: Educació
- Ejraciao / Ejaciao: Desgraciat
- Embarajar: Barallar~ (les cartes)
- Embolicar*: íd.
- Embozar*: Embossar~
- Emperifollá: Molt mudada, maquillada
- Emperrarse: Encaparrar-se
- Empreño: Empreny~
- Emputecío: Propens a les prostitutes
- Encanarse: Esganyar-se~
- Encandilar: Enlluernar
- Encangrenao: Enrabiat
- Encarruchar: Dirigir, conduir, portar pel camí desitjat
- Encasquetar: Carregar a un altre la càrrega, feina o cosa no desitjable
- Encharcarse: Inundar-se
- Encomedio: Enmig de
- Endimás: A més a més
- Endiñar: Endinyar~
- Enflechado: Participi d'enflechar, anar com una fletxa
- Enfollonáo: Embriac
- Enfurruñao: Enfadat
- Enga: Vinga!
- Enjamás: Mai
- Enjugascarse: Enjogassar-se~
- Ennoviao: Enamorat
- Enrabietarse: Agafar una enrabiada~
- Enritao: Irritat
- Enritar: Excitar, causar ira. Irritar
- Enrobinao: Rovellat
- Enruna: íd. dipositada al fons de les séquies
- Ensalá: Amanida, embolic, merder
- Ensoñiscao: Endormiscat
- Entandar*: Atandar~
- Entavía: Encara
- Entrapizarse: Cobrir-se de pols la roba, de manera que no es pugui netejar encara que s'intenti
- Envacunar: Aplicar la vacuna
- Enviciao: Viciat
- Enza*: Inclinació, afició (cf. cat. 'enza'~)
- Equilicuá: Això mateix, exacte
- Esaborio: Dessaborit~
- Escacharrarse: Trencar-se
- Escalabrar: íd.
- Escaldufar*: Treure brou de l'olla que en té massa (cf. cat. 'escaldufar'~)
- Escarcuñar* / Escarcullar: Escorcollar~
- Escardar: íd.
- Esclafar*: íd.
- Esclafarse: Aclofar-se~, asseure's
- Esclatar: Id.
- Esclate: Esclat~
- Escorrata: var. Azarbe, a Oriola
- Escorreor: Escorredor~, comporta per aturar o deixar anar les aigües d'un canal o séquia
- Escrebior: Escriptor
- Escupinajo: Escopinada
- Escurecer: Enfosquir, fer-se de nit
- Escurrir: Esprémer (una llimona)
- Esfarar / Esfararse: Esvarar~, relliscar
- Esfaratar: Desbaratar~, desfer
- Esfarón: Relliscada (cf. cat. 'esvarar'~)
- Esfisar: Veure, mirar (cf. cat. 'esvisar'~)
- Esjarrón: Esquinçament
- Eslomar: Esllomar~
- Esmallao: Famolenc, pobre (cf. cat. 'esmallar'~)
- Esmuñir: Esmunyir~ (les branques dels arbres, les oliveres)
- Esnucar: Desnucar (cf. cat. 'esnucar-se'~)
- Esnúo: Nu
- Espantaburras: fig. a Múrcia abans, Guàrdia Municipal
- Espantajo: Espantall~
- Esparteña: Espardenya~
- Espatarragao: Espatarrat~
- Espeluzno: Esgarrifança
- Esperencia: Experiència
- Esplicaera: Explicació
- Espolsaor: íd.
- Espolsar: íd.
- Estera: Estora~
- Esternudar: íd.
- Esternudo: Esternut~
- Estijeras: Tisores
- Estilla: Estella~
- Estriar: íd. (destriar)
- Estrozar: Destrossar
- Estufío: Estufit~
- Esturriar / Esturriear: Escampar, dispersar
- Esturrie: Dispersió, esbarjo

## F
- Falca*: íd.
- Falcar*: íd.
- Falluto: Fallit
- Faltriquera: íd., petit moneder
- Fangue: Fang~
- Farfulla: Trampa, engany (cf. cat. 'farfolla'~)
- Farfullero: Que fa trampes al joc
- Farruco: Fatxenda, perdonavides
- Fenás: Fenàs~
- Ferrija: Ferritja~
- Festear: Festejar~
- Fijo: De ben segur, cert
- Fiso: fam. Cel·lo, cinta adhesiva de cel·lulosa o plàstic
- Fito a fito: De fita en fita~
- Flamar: íd.
- Flamará: id. (cf. val. 'flamarà', flamarada)
- Flin: fam. Insecticida
- Flor: col. Òrgan sexual femení
- Floricol: íd.
- Follá: Gràcia, simpatia
- Follao: Ràpid
- Follón: Embolic, pet
- Follonero: Persona que molesta, pesada
- Fosca: Basca~, calor sufocant
- Fosco: Fosc~
- Fregao: Embolic
- Fregaza: Fregassa~, fregarada
- Friegar: Fregar
- Friolenco: Fredolic (cf. cat. 'fredolenc'~)
- Fulero: Matusser, embuster
- Fulibán: Futbol
- Furular / Furrular: Funcionar, especialment una màquina
- Fuste: Gràcia, sentit

## G
- Gachas: Farina cuita amb aigua i sal o amb aigua, llet i mel
- Gachasmigas*: Espècie de migas fetes amb farina en comptes de pa esmicolat
- Galapatero: Caragol bover (helix aspersa)
- Galera: ìd. (carro o cotxe gran de quatre rodes)
- Galillo: Gola (cf. cat. 'gallet'~)
- Galipote*: Quitrà (cf. cat. 'galipot'~)
- Gallá / Gallao: Gaiata~, gaiato~
- Gallete: Gallet~ (beure a gallet)
- Gallineta: id. (joc de la gallineta cega)
- Galúa: Caluga~
- Gamburrino: Gambutzí, animal imaginari
- Gambusino: De campusino 'camperol', certa varietat de perera
- Garba*: íd.
- Garbera*: íd.
- Garbillo*: Espart llarg i escollit
- Garraspera: íd.
- Garrofa: íd.
- Garrofero*: Garrofer~
- Garrucha: Garrutxa~
- Gavina: íd.
- Gaviola: var. Gavina
- Gayao / Gayata: Gaiato~, gaiata~
- Gelepa: Una mica d'alguna cosa
- Gemecar: Gemegar~
- Giñar: Defecar
- Girar: Dirigir-se a
- Glea: Gleva~
- Gomitar: íd.
- Gorlita*: Nus, torcedura que es fa a les cordes i impedeixen que aquestes s'estirin correctament
- Grabiel: Gabriel, nom propi
- Gramacia: Gramàtica
- Grapá: Grapada~, grapat
- Grillao: Grillat~, boig
- Gritaera: Cridòria, enrenou
- Guajerro: Tràquea
- Guantá: Guantada~, cop que es dona amb la mà oberta
- Guiscar: Amoïnar per fer enfadar, molestar (cf. cat. 'guiscar'~)
- Guita: íd. (cordellet de cànem)
- Guizque*: Agulló de certs animals
- Gurullo*: Pasta de farina, aigua i oli, que s'esmicola formant unes boletes o grans
- Gusarapo: Cap-gros

## H
- Habemos: En som. (ex. "Habemos diez personas")
- Habichuela: Mongeta
- Hartá: Fartada~
- Helor: Gelor~
- Hincha: Inxa~, tírria
- Hincia: Cap a
- Hocete*: Falçó
- Hormigón: Formiga gran
- Hule: Estovalles de plàstic
- Humar: Fumar~

## I
- Icir: Dir
- Indición: Injecció
- Inritar: Irritar
- Intérvalo: Interval

## J
- Jalar: íd.
- Jalufa: Fam
- Jamanza: Pallissa
- Jaquetona: Persona gran, grossa
- Jarapa*: Teixit gruixut fet amb tires de roba de diferents colors i procedències, per a fins diversos
- Jeja: Xeixa~
- Jelepa: Dosi petita, poc
- Jeta: Cara
- Jetazo*: Bufetada
- Jiñera: Por
- Jipar: Guipar~
- Jracia: Gràcia
- Jubete: Joguina
- Judío: col. Cruel (ex. "¡Qué judío eres!")
- Juegar: Jugar
- Julay: col. Home homosexual
- Juma: Fulla del pi
- Jumera: Xumera, gatera
- Juntamento: Ajuntament

## L
- Lambrija*: Persona molt prima (cf. cat. 'llambritja~)
- Lamparón: Llàntia, taca
- Largaria: Llargària~
- Largavistas: Llargavistes~, prismàtics
- Lebeche: Llebeig~
- Lebrilla: Llibrella~, gibrell
- Legón: Llegó~
- Leja: Lleixa~
- Lenjos: Lluny
- Licera: Llicera~
- Ligero: Ràpid
- Lladre: íd.
- Llampar: Freturar (cf. cat. 'llampar'~)
- Llampear: Llampegar~
- Llampo: Llamp~
- Llampuga: íd.
- Llanda: íd., safata de llauna per a cuinar al forn
- Llantera: Plorera
- Llengua: íd.
- Lletra: íd.
- Llibro: Llibre
- Lloriscar: Plorisquejar
- Llosco: Llosc~
- Lluego: Després
- Llus: Lluç~
- Lobarro / Llebarro: Llobarro~
- Lomera: Llomera~
- Lomismico: Igual
- Lúbrica: Rúbrica

## M
- Madroñero*: Arboç
- Maere: Mare~
- Malencia: Malaltia
- Mamellas: Mamelles~
- Mampirlán*: Mamperlà~
- Mañaco: Manyac~
- Mandao: Enviament, encàrrec
- Mandurria: íd (Mandúrria)
- Manifacero*: Manifasser~
- Manís: Rajola
- Marimacho: Cavallot
- Marinera: Amanida russa servida sobre una rosquilla coronada amb una anxova
- Marranear*: Embrutar
- Marranera: Cort de porcs
- Marrano*: Porc, persona bruta
- Marujo: Home a qui li agraden els embolics, xafarderies, etc.
- Matachín: Matancer
- Matujo: Matull~
- Melecina / Medecina: Medecina~
- Melguizo*: Bessó
- Melogotón: Préssec
- Melón de agua: Meló d'aigua~
- Melón de año: Meló de tot l'any~
- Melopea: Gatera, pet
- Melsa: íd.
- Menchero: Encenedor
- Mengajo*: Estrip o tros de la roba que va arrossegant o penjant
- Meque: Cop de puny
- Merancho: Canal major de drenatge d'una séquia
- Merla: íd.
- Mermurar: Murmurar
- Mesmicamente: això mateix!
- Mesmo: Mateix
- Mester: Menester
- Miaja: Poc, escàs. Mica.
- Michirones: Plat de faves
- Milocha: Milotxa~
- Minchar: Menjar~
- Mindango*: Mandangues~, despreocupat, gandul
- Mindanguear*: Fer el gandul
- Minina: Penis dels nens
- Minso: Mans
- Misino: Gat (cf. val. 'mixino'~)
- Misto: íd., llumí
- Mistol: fam. Rentaplats (per extensió)
- Mojar: Sopar
- Mojete*: Salsa de qualsevol guisat
- Moleja*: Pedrer
- Molla: íd.
- Molondra*: Cap gros
- Mona: Brioix dolç per a esmorzar (cf. cat. 'mona'~)
- Moniato: íd.
- Moñiga: Excrement de vaca
- Moquero: Mocador~ de butxaca
- Morca: íd.
- Morciguillo: Muricec, ratpenat
- Moro: Sense batejar
- Mote: Malnom, nom
- Mu: Molt
- Mujereta: Home efeminat
- Muncho: Molt
- Murrio: Murri~
- Múrsica: Música

## N
- Nano: fam. íd.
- Nene / Nenico: fam. Nen~
- Nengún: Cap
- Nenguno: Cap
- Nispolero*: Nespler~
- Noviaje: Noviatge~, prometatge
- Nublos: Núvols~
- Nuevecico: Nou, per estrenar
- Nulo: Ennuvolat
- Núo: Nus
- Nus: Ens
- Nusotros: Nosaltres

## Ñ
- Ñora: Nyora~. Nòria

## O
- Obispa: Vespa
- Ojosol: Insolació
- Oliscón: Tafaner
- Olisquear: Tafanejar
- Oliva*: íd.
- Olivera*: íd.
- Oraje: Oratge~
- Ostión: Cop, trompada, "hostiot"
- Ovedado: Laringe

## P
- Pacencia: Paciència
- Paece / Paice: Sembla
- Paecer: Semblar
- Paere: Pare~
- Paine: Pinta
- Pajuato: Ximple, babau
- Pajuz: Pallús~, rebuig de la palla llarga
- Palante*: Cap endavant
- Palera*: íd. (figuera de moro)
- Palluelas: Varicel·la
- Palometa: íd.
- Pamplina: Camàndula, afalac
- Pandorga: íd. (simbomba)
- Panizo*: Panís~
- Panocha*: Panotxa de blat de moro
- Panocho*: Pertanyent o relatiu a l'horta de Múrcia
- Pansío: Pansit~
- Panzá: Panxada~, fart de menjar o de treballar
- Paparajote: Postres de massa fregida sobre fulla de llimoner. Cobriment, infart (cf. cat. 'paparotes'[6])
- Parabla: Paraula~
- Parablero: Diccionari
- Paralís: íd.
- Parar*: Posar alguna cosa o algú dret o en posició vertical
- Pardal: íd.
- Parella: Genoll / Drap per netejar
- Pareta: Paret, mur que protegeix
- Parmera: Palmera
- Partior: Partidor~ d'una séquia, lloc on l'encarregat de la séquia reparteix l'aigua
- Parvá: Gran quantitat o munió
- Pava: Coliflor
- Pavor: Calor humida que desprèn qualsevol cosa
- Payo: Paio
- Pegaloso: Apegalós~
- Pegamín: Cola
- Pelotas: Pilotilles~, mandonguilles
- Pelufa: Borrissol de la roba
- Pepino: Nyanyo
- Pera: Bombeta
- Perdices: Cabdells d'enciam amanits
- Perero: Perer~
- Pereta*: íd., mena de pera petita i primerenca
- Peretero*: Arbre que produeix peretes
- Perfa: Pet
- Perfolla*: Pellorfa, fulla que cobreix el fruit del blat de moro, especialment quan és sec
- Perifollo: Guarniment
- Perigallo: Escala de peu
- Peripuesto: Mudat, tocat i posat
- Périto: Pèrit~
- Pero: Poma
- Perol: Cap
- Perola: íd.
- Perputa: Palput~, puput
- Perranía: Pedania
- Perras: Diners
- Pesambre: Disgust
- Pescatero: Pescater~
- Pésol*: íd. (Pèsol)
- Piazo: Tros, part
- Picaza*: Aixada o llegó petit que serveix per cavar (cf. cat. 'picassa'~)
- Picoesquina: Cantonada dun habitatge o edifici
- Picoleta*: íd.
- Picoso: Picant, que pica
- Pijá: Molt, extens, llarg
- Pijo*: Falca sense sentit obscè
- Pimentonar: íd.
- Piojera: Escassetat, plaga
- Pitera*: íd.
- Pitorro: Penis
- Platera: íd.
- Platicar*: Conversar, parlar
- Poblema: Problema
- Pofesional: Professional
- Pograma: Programa
- Poique: Perquè
- Pollizo: Pollís~
- Polsaguera: Polseguera~
- Porcel*: Nyanyo, porcí
- Porchá: Porxada~
- Porculero: col. Persona amoïnosa
- Pos: Doncs
- Postizas*: Postisses~
- Potra: Sort, bona sort
- Pozal: Poal~
- Predonar: Perdonar
- Prejudicar: Perjudicar
- Presidiór: President
- Probe: Pobre
- Puncha: Punxa~
- Punchoso: Punxant~

## Q
- Quebrao: Herniat (ex. "El pobrecico está quebrao")
- Quemao: Cremada
- Quitao: Tret~ (ex. "Quitao eso lo demás os lo podeis llevar" 'Tret d'això tota la resta us la podeu endur')

## R
- Rabiculao: col. Fer alguna cosa amb promptitud i lleugeresa
- Raiguero: Raiguer~
- Raijo*: Brot
- Rampa: íd., paràlisi transitòria de certs músculs
- Reblir: íd.
- Rebuche: Rebuig~
- Rebunche: Rebuig~
- Recalcar: íd. (també quan es colpeja una articulació i queda adolorida)
- Recincho*: Cenyidor d'espart
- Recio: Gran
- Recochineo: Regodeig
- Recogerse: Tornar a casa després d'haver sortit de passeig (cf. cat. 'recollir-se': retirar-se, entrar en lloc protegit)
- Refajo: Faldilla llarga de drap, brodada o no
- Refunfuñao: Enfadat
- Regalicia: Regalèssia~
- Regle: id., llistó dels paletes
- Regoldar: Reglotar~
- Regomello / Regomeyo*: Regomell~, disgust que no es revela, malestar físic que no arriba a ser dolor
- Regüeldo: Reglot~
- Reguera*: íd.
- Reluzángano: Lluerna
- Remijón: Remitjó~
- Remor: íd. (en murcià, també amb el sentit de nosa)
- Rempujar / Arrempujar: Empènyer
- Repelar: Escurar
- Repitajo: Tros insignificant d'una cosa
- Repizcar: Pessigar
- Repizco: Pessic
- Replaceta: íd., plaça petita
- Retratar: Fotografiar
- Retratista: Fotògraf
- Retrato: Fotografia
- Retruque: Retruc~
- Revenío: Ranci, aliment fet malbé (cf. cat. 'revingut'~)
- Rigión: Regió
- Rilera: Fila
- Rinrán*: Espècie de samfaina composta de pebrots, tomàquets, patates i bacallà o tonyina
- Roal: Rodal~, racó, porció de terreny. Tros. taca rodona
- Robín*: Roví~
- Rodá: Rodera
- Rodancha: Rodanxa~
- Rodrejo*: Dit de la fruita que no arriba a madurar
- Rujiar*: Ruixar~
- Rular: Rodar
- Rumbar*: Grunyir, especialment dit d'un gos (cf. cat. 'rumbar`)
- Rumbo: Grunyit de gos
- Rustir*: Menjar fent soroll (cf. cat. `rostir'~)

## S
- Sais: Sis
- Salsear*: Ficar-se en els assumptes dels altres, fer-ne salsa
- Salsero*: Manefla
- Sanagustín/Salagustín: Llagost
- Sape: Veu per espantar els gats
- Saque: Capacitat d'ingerir grans quantitats d'aliment
- Sarpichío: Erupció lleu i passatgera a la pell
- Sarria*: íd.
- Sentir: íd. (en el sentit d'oïr)
- Sera: Recipient gran de pleita
- Serón: Albarda de pleita per a carregar-hi terra o pedra
- Ses*: íd.
- Seta: Bolet; col. Òrgan sexual femení.
- Setón: Tranquil, calmós
- Sigún: Segons
- Sirre: Xerri~
- Sisca*: íd.
- Soflama: íd., discurs exaltat
- Solaje: Solatge~
- Solanera: Solana~
- Somanta: Sumanta~
- Sopar: Tafanejar (cf. cat. 'sopar'~)
- Sopero: Curiós, tafaner
- Sumidor: Bononera
- Súpito: Sobtat
- Sus: Us (ex: "¿sus quereis callar?")
- Suspensar: Sospesar

## T
- Tabacote: Cavalló, sotrac
- Tabla: Taula~ de conreu, divisió dels bancals
- Tablacho: Taula de fusta amb agafador per dividir aigües a les séquies (cf. cat. 'taulatxo'~)
- Tahúlla*: Tafulla~
- Tajá: Tall~
- Tápena*: Tàpera~
- Tapenera: Taperera~
- Tartaja: Quec
- Tati: Estigues (ex: "Tati quieto nenico")
- Telo: Tel~
- Tempranear: Dit de la fruita; madurar aviat
- Tericia: Sensació desagradable quan, per exemple, un guix fa soroll a la pissarra. Dentera (cf. cat. tiricia~)
- Terraje: Terra (cf. cat. 'terratge'~)
- Terratremo: Terratrèmol~
- Tina: íd.
- Tinajero*: Lloc on es tenen les gerres, càntirs, gerres i altres atuells per al servei de l'aigua potable
- Tío: Tractament de respecte a la gent gran, en àmbit rural (cf. val. "tío")
- Tirar: íd. (anar, dirirgir-se a; ex: "Tira p'anca tu tía")
- Tirria*: íd.
- Toballa: Tovallola~
- Toico: Diminutiu de tot
- Toña: Tonya~, coca rodona
- Toñina: Tonyina~
- Torrar: íd.
- Tortada: Pastís d'aniversari
- Tosera: Tossera~
- Tostón: Pesadesa, avorriment
- Tostones: Crispetes
- Trajilla: Atifell per a arrossegar terra
- Trajín: Embolic, merder
- Trajinar: Obrar, treballar, atrafegar-se
- Tramuso: Tramús~
- Traviscorneao: Es diu de quan dues peces o més no estan ben encaixades (ex: "Se me ha traviscorneao el hombro")
- Trebajar: Treballar~
- Trebajo: Treball~
- Trempano: Primerenc
- Tresmalle: Tresmall~
- Trola: Mentida
- Trolero: Mentider
- Tronaera: Molts trons, tempesta (cf. val. 'tronaera'~)
- Truje: Vestit, vaig portar
- Tusturrío: Molt passat de fregit
- Tutuvía: Cogullada (ocell)

## U
- Ubio*: Jou per a llaurar (cf. arag. yubo)
- Uro: Euro
- Uséase: O sigui

## V
- Vafada: Bafada~
- Vale: Breu descans (ex. "vamos a echar un vale y después seguimos")
- Varraco: v. Barraco
- Ventano: Porticó (cf. cat. 'finestró'~)
- Vidriola: Guardiola~
- Vira*: íd. (ratlla prima, vió d'una roba)
- Visco*: Visc~, vesc
- Viso: Roba interior femenina (cf. cat. 'bis'~)
- Vusotros: Vosaltres

## Y
- Yesaire: Guixaire~
- Yubio: v. Ubio

## Z
- Zafa*: Safa~
- Zagal*: Noi, jove
- Zamarrazo: Samarrada~
- Zamarro: Pinxo (cf. cat. 'samarro'~)
- Zanguango: Jove babau
- Zarangollo*: Fritada de carbassó, ceba i ou, als quals es poden afegir altres ingredients
- Zarzo: Prestatge o lleixa de bona mida, fet de canyes lligades
- Zenia: Molí fariner d'aigua situat a la llera d'un riu (cf. cat. 'sènia'~)
- Zikitrake: Joguina farcida de pólvora que en caure a terra produïa una petita explosió
- Zumbir: Amussar, incitar algun animal perquè ataqui
- Zuro*: Suro~
- Zurraera: Surra~
- Zurrío: So, soroll
- Zurrir: Sonar
- Zurrusco*: Vent fred molt penetrant